# Strongylosoma samium
Strongylosoma samium är en mångfotingart som beskrevs av Karl Wilhelm Verhoeff 1901. Strongylosoma samium ingår i släktet Strongylosoma och familjen orangeridubbelfotingar. Utöver nominatformen finns också underarten S. s. werneri.